# 太白溲疏
太白溲疏（学名：Deutzia taibaiensis）为虎耳草科溲疏属下的一个种。其种加词“taibaiensis”意为“太白山的”。